# Yuzhno-Sajalinsk
Yuzhno-Sajalinsk (en ruso: Южно-Сахалинск, japonés: 豊原市, Toyohara) es una ciudad en la Isla de Sajalín/Karafuto, Rusia, centro administrativo del óblast de Sajalín (el cual incluye la isla entera y las Kuriles). Con una población de 192 734 habitantes (2014) es la sexta ciudad más grande del Extremo Oriente de Rusia. La mayor parte de la población es étnicamente rusa, pero existe una considerable población coreana. 
La ciudad está situada en la parte sureste de la isla de Sajalín, sobre el río Susuya (llamado también río Negro), a 25 km del mar de Ojotsk. La distancia de Yuzhno-Sajalinsk con Moscú en línea recta es de 10 417 km. El clima de la ciudad y la isla es templado monzón. Yuzhno-Sajalinsk es un importante centro de transporte para la isla, tanto terrestre por carretera, ferroviario y aéreo, a través del Aeropuerto de Yuzhno-Sajalinsk. En la ciudad está la Universidad Estatal de Sajalín y el Centro de Investigación de Sajalín de la rama del Extremo Oriente de la Academia de Ciencias de Rusia.
Yuzhno-Sajalinsk fue fundada por convictos como Vladimirovka (Влади́мировка) desde 1882 a 1905. De 1905 a 1945 fue parte de Japón como la ciudad de Toyohara (豊原市 Toyohara-shi?). En 1946, tras el final de la Segunda Guerra Mundial y la ocupación de la zona por tropas soviéticas, la ciudad fue rebautizada Yuzhno-Sajalinsk.

## Historia

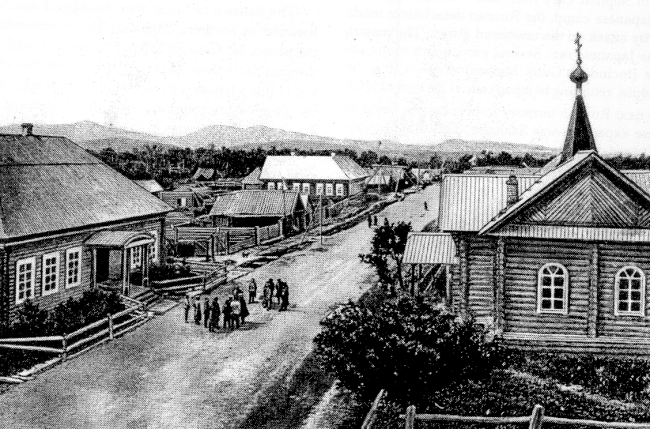
Vladímirovka (años 80 del).

El Tratado de Portsmouth, firmado en Portsmouth, New Hampshire, el 5 de septiembre de 1905, trajo el fin a la guerra Ruso-Japonesa de 1904-1905. A Japón se le concedió la mitad sur de la isla de Sajalín y le fue arrendada la península de Liaodong y el sistema de ferrocarriles ruso en el sur de Manchuria. Vladímirovka se convirtió en Toyohara (que significa «Valle de la Fecundidad»), la capital de la prefectura japonesa de Karafuto. Al final de la Segunda Guerra Mundial la ciudad fue ocupada por las tropas soviéticas, convirtiéndose finalmente en Yuzhno-Sajalinsk y en un centro administrativo.
Aún existen tensiones entre Japón y Rusia por la isla, especialmente a la luz del nuevo boom de petróleo y gas en la zona. Hoy las cosas están mejorando para Yuzhno-Sajalínsk; ExonMobil y Shell han estado invirtiendo fuertemente en el área, aunque la mayor parte de esto ha sido en la mitad norteña de Sajalín. Las demandas por recursos naturales de los japoneses, chinos y surcoreanos están dando a la isla una oportunidad para la prosperidad continua.
Uno de los poquísimos edificios japoneses que permanecen en Yúzhno-Sajalínsk es también uno de los más impresionantes, ahora es un museo estatal (en ruso: Сахалинский государственный областной краеведческий музей).

## Geografía
La ciudad está situada a unos 50 km de la costa oeste y a 25 km del mar de Ojotsk, en la costa este. Por la parte oriental Yuzhno-Sajalinsk está protegida por una cadena cordillera. En relación con el área que rodea la ciudad, está en una llanura rodeada de colinas, por lo que tiene un clima único, no es característico de las ciudades costeras de la isla. El verano en Yuzhno-Sajalinsk puede ser muy cálidos y en invierno, debido a la falta de viento, hay fuertes heladas.
La ciudad está situada en una zona sísmica con alta probabilidad de fuertes terremotos. Actualmente se lleva a cabo una construcción con el uso de tecnologías especiales que permite a los edificios soportar terremotos de hasta 8 puntos en la escala MSK-64.
Debido a las restricciones, los extranjeros que deseen salir de Yuzhno-Sajalinsk a fin de viajar a cualquier otra parte del Óblast de Sajalín y sus aguas interiores y territoriales tienen la obligación de pedir permiso al Servicio Federal de Seguridad (FSB) y la Guardia de Fronteras. El buceo en la costa solo se permite en los lugares definidos por la propia Guardia de Fronteras.

### Clima

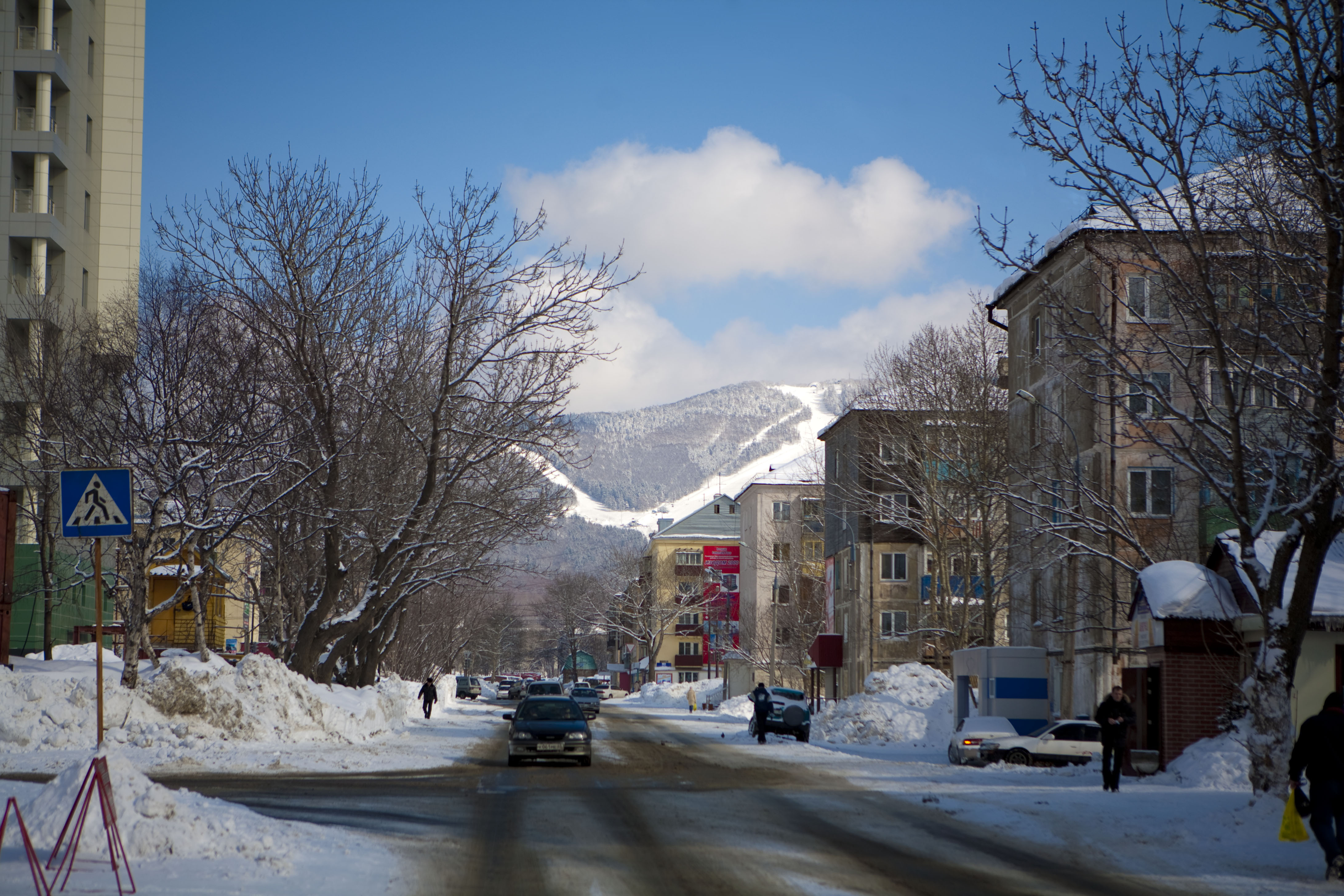
Imagen invernal del centro de la ciudad.

El clima es continental húmedo (clasificación climática de Köppen: Dfb) con veranos templados e inviernos fríos. Las influencias marítimas se notan en que la precipitación es mucho mayor que en el interior de Rusia y los veranos son claramente más frescos que en Jabárovsk o Irkutsk, mientras que los inviernos son mucho más leves. Los veranos con frecuencia presentan bancos de niebla, lo que reduce la cantidad de luz del sol.
El invierno en Yuzhno-Sajalinsk dura generalmente desde mediados de noviembre hasta principios de abril. La primavera comienza a principios de abril y dura hasta mediados de junio. El verano llega a mediados de junio y comienzos de julio y dura hasta mediados de septiembre, que es cuando llega el otoño. Esta estación se caracteriza por un tiempo claro, seco y relativamente cálido. La primera helada en el aire se produce a principios de octubre y la primera nevada suele llegar a finales de noviembre.
El mes más frío es enero, con una temperatura promedio de -12,2 °C, mientras que el mes más cálido es agosto, con una temperatura diaria promedio de 17,3 °C. La temperatura promedio en verano es de 25,7 °C, y en invierno de -14 °C. La duración del período con temperaturas promedio diarias por debajo de 0 °C es de 154 días y la duración del período templado de 230 días. La temperatura mínima registrada en la ciudad fue de -36 °C en enero de 1961. Por su parte, la temperatura máxima registrada fue el 9 de agosto de 1999 y ascendió a 34,7 °C.
| Parámetros climáticos promedio de Yuzhno-Sajalinsk (1991-2020) | Parámetros climáticos promedio de Yuzhno-Sajalinsk (1991-2020) | Parámetros climáticos promedio de Yuzhno-Sajalinsk (1991-2020) | Parámetros climáticos promedio de Yuzhno-Sajalinsk (1991-2020) | Parámetros climáticos promedio de Yuzhno-Sajalinsk (1991-2020) | Parámetros climáticos promedio de Yuzhno-Sajalinsk (1991-2020) | Parámetros climáticos promedio de Yuzhno-Sajalinsk (1991-2020) | Parámetros climáticos promedio de Yuzhno-Sajalinsk (1991-2020) | Parámetros climáticos promedio de Yuzhno-Sajalinsk (1991-2020) | Parámetros climáticos promedio de Yuzhno-Sajalinsk (1991-2020) | Parámetros climáticos promedio de Yuzhno-Sajalinsk (1991-2020) | Parámetros climáticos promedio de Yuzhno-Sajalinsk (1991-2020) | Parámetros climáticos promedio de Yuzhno-Sajalinsk (1991-2020) | Parámetros climáticos promedio de Yuzhno-Sajalinsk (1991-2020) |
| Mes                                                            | Ene.                                                           | Feb.                                                           | Mar.                                                           | Abr.                                                           | May.                                                           | Jun.                                                           | Jul.                                                           | Ago.                                                           | Sep.                                                           | Oct.                                                           | Nov.                                                           | Dic.                                                           | Anual                                                          |
| -------------------------------------------------------------- | -------------------------------------------------------------- | -------------------------------------------------------------- | -------------------------------------------------------------- | -------------------------------------------------------------- | -------------------------------------------------------------- | -------------------------------------------------------------- | -------------------------------------------------------------- | -------------------------------------------------------------- | -------------------------------------------------------------- | -------------------------------------------------------------- | -------------------------------------------------------------- | -------------------------------------------------------------- | -------------------------------------------------------------- |
| Temp. máx. abs. (°C)                                           | 4.3                                                            | 7.1                                                            | 13.0                                                           | 22.9                                                           | 29.6                                                           | 30.8                                                           | 34.4                                                           | 34.7                                                           | 29.0                                                           | 23.5                                                           | 18.1                                                           | 8.4                                                            | 34.7                                                           |
| Temp. máx. media (°C)                                          | -6.0                                                           | -4.8                                                           | 0.2                                                            | 6.9                                                            | 13.8                                                           | 17.7                                                           | 21.0                                                           | 22.3                                                           | 19.4                                                           | 12.5                                                           | 3.5                                                            | -3.5                                                           | 8.6                                                            |
| Temp. media (°C)                                               | -11.5                                                          | -11.2                                                          | -5.2                                                           | 1.7                                                            | 7.5                                                            | 11.9                                                           | 15.9                                                           | 17.3                                                           | 13.5                                                           | 6.7                                                            | -1.2                                                           | -8.5                                                           | 3.1                                                            |
| Temp. mín. media (°C)                                          | -16.6                                                          | -17.2                                                          | -10.4                                                          | -2.6                                                           | 2.7                                                            | 7.7                                                            | 12.3                                                           | 13.5                                                           | 8.7                                                            | 1.8                                                            | -5.2                                                           | -13.2                                                          | -1.5                                                           |
| Temp. mín. abs. (°C)                                           | -36.2                                                          | -34.8                                                          | -30.5                                                          | -25.2                                                          | -6.2                                                           | -2.1                                                           | 1.3                                                            | 3.6                                                            | -4.2                                                           | -11.8                                                          | -24.2                                                          | -33.5                                                          | -36.2                                                          |
| Precipitación total (mm)                                       | 56                                                             | 38                                                             | 52                                                             | 57                                                             | 66                                                             | 64                                                             | 92                                                             | 107                                                            | 102                                                            | 102                                                            | 75                                                             | 71                                                             | 882                                                            |
| Días de lluvias (≥ 1 mm)                                       | 0.3                                                            | 0.4                                                            | 2                                                              | 10                                                             | 17                                                             | 17                                                             | 20                                                             | 19                                                             | 19                                                             | 19                                                             | 9                                                              | 2                                                              | 134.7                                                          |
| Días de nevadas (≥ 1 mm)                                       | 25                                                             | 24                                                             | 24                                                             | 13                                                             | 3                                                              | 0.1                                                            | 0                                                              | 0                                                              | 0                                                              | 4                                                              | 20                                                             | 27                                                             | 140.1                                                          |
| Horas de sol                                                   | 129                                                            | 153                                                            | 181                                                            | 191                                                            | 197                                                            | 198                                                            | 165                                                            | 149                                                            | 187                                                            | 160                                                            | 116                                                            | 102                                                            | 1928                                                           |
| Humedad relativa (%)                                           | 83                                                             | 81                                                             | 78                                                             | 76                                                             | 77                                                             | 83                                                             | 86                                                             | 87                                                             | 83                                                             | 80                                                             | 81                                                             | 83                                                             | 81.5                                                           |
| Fuente n.º 1: Погода и климат                                  |                                                                |                                                                |                                                                |                                                                |                                                                |                                                                |                                                                |                                                                |                                                                |                                                                |                                                                |                                                                |                                                                |
| Fuente n.º 2: NOAA (sun only, 1961-1990)                       |                                                                |                                                                |                                                                |                                                                |                                                                |                                                                |                                                                |                                                                |                                                                |                                                                |                                                                |                                                                |                                                                |

## División administrativa
Yuzhno-Sajalinsk es el centro administrativo del óblast de Sajalín. En el marco de las divisiones administrativas, es, junto con diez localidades rurales, incorporada como la ciudad de importancia del óblast Yuzhno-Sajalinsk, una unidad administrativa con estatus igual al de los distritos. Como división municipal, la ciudad de importancia del óblast Yuzhno-Sajalinsk se incorpora como Ókrug Urbano de Yuzhno-Sajalinsk.

## Economía

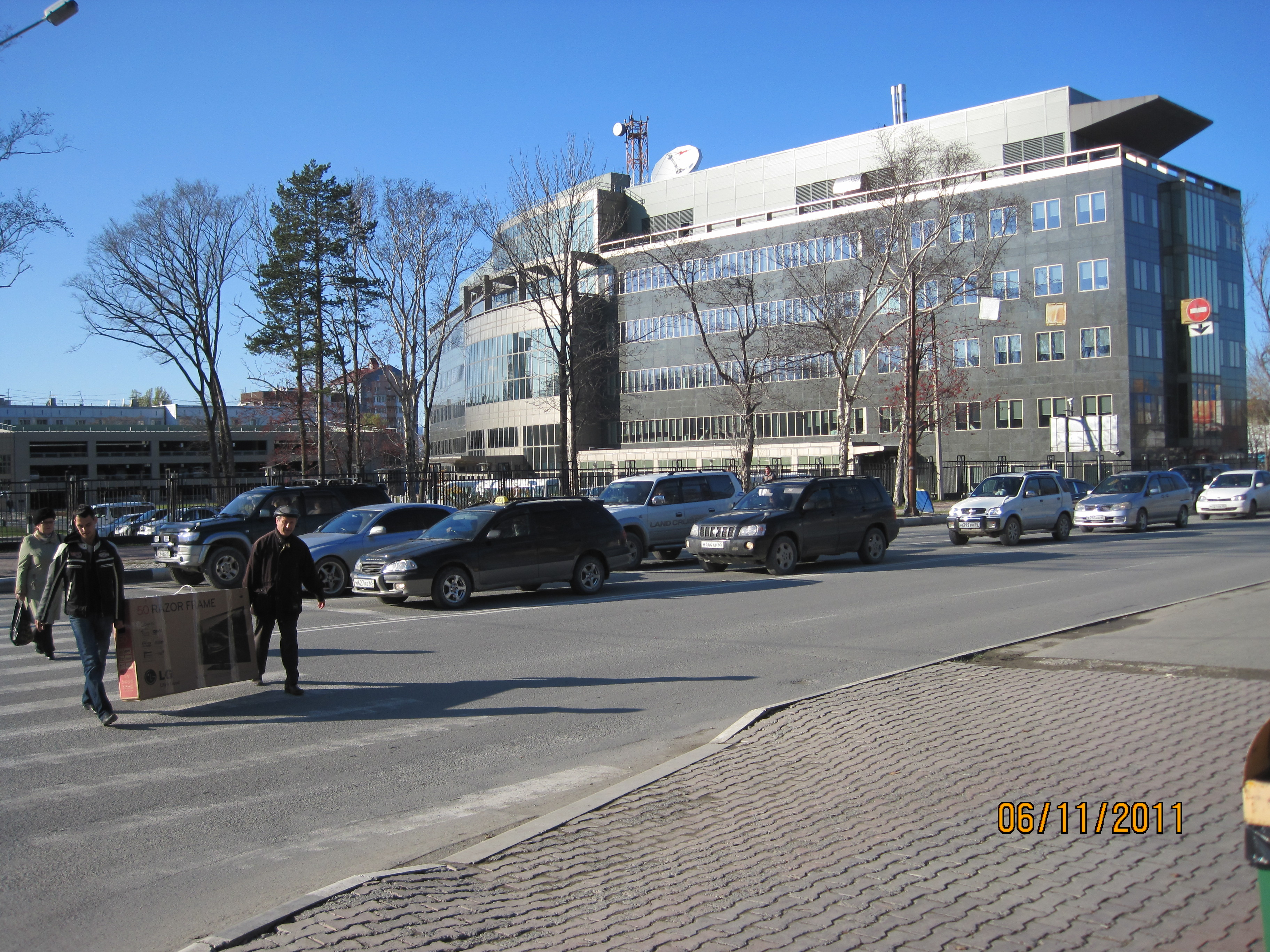
Sede de Exxon Neftegaz en Yuzhno-Sajalinsk.

Yuzhno-Sajalinsk es sede de varias empresas, principalmente del sector de la energía, el gas y el petróleo, como Sakhalinenergo, la mayor empresa de energía en el este de Rusia, Exxon Neftegaz Limited, Sakhalin Energy, Gazprom y Rosneft (RN-Sakhalinmorneftegaz) operadores y contratistas de la "Sakhalin-1" y "Sajalín-2", los proyectos más grandes de petróleo y gas del Extremo Oriente de Rusia. Entre las empresas industriales de la ciudad destacan Stroydetal, una fábrica de cemento y materiales de construcción, y Sakhalin Yuzhno-Sajalinsk CHPP-1, empresa eléctrica y de energía térmica.
Debido a la importante inversión de las compañías petroleras como ExxonMobil y Shell, Yuzhno-Sajalinsk ha experimentado un crecimiento económico sustancial. Aunque este crecimiento se ha producido principalmente en la parte norte de la isla, ambas empresas mantienen su sede central y complejos residenciales en la propia ciudad de Yuzhno-Sajalinsk. La demanda de recursos naturales por parte de los japoneses, chinos y surcoreanos ha asegurado continua prosperidad en el futuro previsible para el conjunto de la isla.